# Heonjong van Joseon
Koning Heonjong, geboren als Yi Hwan, was de 24ste koning die over de Joseondynastie regeerde in Korea. Hij was de kleinzoon van zijn voorganger, koning Sunjo. Heonjong stierf zonder erfgenaam na te laten; de troon werd na zijn overlijden overgedragen aan Cheoljong, een ver familielid.
Koning Sunjo's zoon, kroonprins Ik Jong, overleed in 1830 op 21-jarige leeftijd, vier jaar voor koning Sunjo zelf. Heonjong was nog maar acht jaar toen hij koning werd. De macht was echter in handen van de familie Kim uit Andong, familie van zijn grootmoeder, koningin Sunwon. In 1840 werd de macht overdragen aan de familie van zijn moeder, na de grote vervolging van katholieken, bekend als de Gihae-vervolging, in 1839.

## Volledige postume naam
- Koning Heonjong Jangsuk Chegeon Gyegeuk Jungjeong Gwangdae Jiseong Gwangdeok Hongun Janghwa Gyungmun Wimu Myeongin Cheolhyo de Grote van Korea
- 헌종장숙체건계극중정광대지성광덕홍운장화경문위무명인철효대왕
- 獻宗莊肅體健繼極中正光大至聖廣德弘運章化經文緯武明仁哲孝大王

- Library of Congress Control Number: n86133473
- Virtual International Authority File: 16256032
- WorldCat: E39PBJgMygdj8DVHkHRcTh4yVC